# 都市再生機構
独立行政法人都市再生機構（としさいせいきこう、英: Urban Renaissance Agency、略称: UR）は、大都市や地方中心都市における市街地の整備改善や賃貸住宅の供給支援、UR賃貸住宅（旧公団住宅）の管理を主な目的とする独立行政法人（中期目標管理法人）。
主務大臣は国土交通大臣。監督する部局は、国土交通省都市局。すなわち、都市再生機構は国土交通省の外郭団体である。
愛称は略称を冠した「UR都市機構」（ユーアールとしきこう）または「UR」（ユーアール）。
国の政策実施機関という公的側面と、収益性を追及する企業的側面の2つの顔を持ち合わせる。

## 概要
国の政策実施機関として、地方公共団体や民間事業者との役割分担の下、大都市及び地域社会の中心となる都市において、都市機能の高度化や居住環境の向上に資する都市の再生を図ることなどを目的として設立される。
日本住宅公団を前身とし、2004年7月1日に都市基盤整備公団（通称：都市公団）と地域振興整備公団の地方都市開発整備部門が統合され設立された。主な収益源はUR賃貸住宅の家賃収入や再開発事業等の市街地整備による整備敷地の売却益などである。
本社は神奈川県横浜市中区にあり、その他東日本賃貸住宅本部及び都市再生本部（東京都新宿区・中央区）をはじめ、東北震災復興支援本部（福島県いわき市）、中部（愛知県名古屋市中区）、西日本（大阪府大阪市北区）、九州（福岡県福岡市中央区）に各支社があり、首都圏（東京、神奈川、埼玉、千葉）・札幌・那覇などの国内主要地方都市の各地のほか、オーストラリア（シドニー）にも事務所が存在する。
「UR賃貸住宅」は、敷金以外の初期費用（礼金・仲介手数料・更新料）を不要とし、所得制限がなく誰でも入居できる点が特徴である。家賃水準は市場に近いものの、礼金不要などの点で総費用を抑えられることから、実質的にアフォーダブル住宅の一形態として認識されている。

## 歴史

### 略年表

#### 旧都市基盤整備公団
- 1955年（昭和30年）7月 - 日本住宅公団設立。
- 1975年（昭和50年）9月 - 宅地開発公団設立。
- 1981年（昭和56年）10月 - 日本住宅公団と宅地開発公団を統合し、住宅・都市整備公団（通称：住都公団）設立。
- 1999年（平成11年）10月1日 - 都市基盤整備公団に改組。
- 2003年（平成15年）3月17日 - 主たる事務所を東京都千代田区九段北一丁目14番6号から横浜市中区本町六丁目50番地1の横浜アイランドタワーに移転。
- 2004年（平成16年）7月 - 地域振興整備公団の地方都市開発整備部門を統合し、都市再生機構設立。同時に鉄道事業を廃止し千葉ニュータウン鉄道に有償譲渡。

#### 旧地域振興整備公団
- 1962年（昭和37年）7月 - 産炭地域振興事業団設立。
- 1972年（昭和47年）10月 - 工業再配置・産炭地域振興公団に改組、発足。
- 1974年（昭和49年）8月 - 地域振興整備公団に改組、発足。
- 2004年（平成16年）7月 - 地方都市開発整備部門が都市基盤整備公団と統合し、都市再生機構として新発足。産業系開発部門が中小企業総合事業団および産業基盤整備基金と統合し、中小企業基盤整備機構として新発足。

### 歴代理事長
- 伴襄（2004年-2005年）
- 小野邦久（2005年-2008年）
- 小川忠男（2008年-2012年[2]）
- 上西郁夫（2012年-2016年[3]）
- 中島正弘（2016年-2024年[4]）
- 石田優（2024年-現職）

## UR賃貸住宅（旧公団住宅）
日本住宅公団最初期（昭和31年）に手掛けた千里山団地を皮切りに、公団住宅と呼ばれた昭和30年代から平成初期に建てられた大都市近郊の大規模ニュータウンやマンモス団地から、都心部の超高層マンション（タワーマンション）に至るまで、北海道から九州まで全国で70万戸以上がUR賃貸住宅として管理されており、自社で管理を行う物件数としては世界最多である。入居者は約200万人で、「世界最大の大家」とも言われる。
1960年代から1970年代にかけて建設された経年団地においては、住棟の建替えや集約化などの団地再生事業が行われている。高度経済成長期に大量入居した団地では、住民の高齢化や買い物難民などの課題を抱えているところもある。1980年代末以降は住戸タイプの多様化により、部屋面積の拡大や凝ったデザインの採用など様々な工夫が行われるようになった。アネックスルーム（離れ）やフリールームを持つ物件もある。これらの住宅は家賃が高騰し空きがない物件も多い。日本住宅公団時代に建設された古い団地を建て替えた場合、「コンフォール」などのブランド名に名称変更されている。草加松原団地→コンフォール松原など。
新規物件については抽選により入居者が決定されるが、原則として既存物件については空き住戸への先着順入居である。保証人は不要。年収または貯蓄の規定があるが、家賃1年分以上と敷金を前払いすることで誰でも入居が可能である。家賃は前払いで1年から10年分まとめて支払うことができ、一括支払い期間に応じて割引がある。近年は条件があるが新たな家賃割制度もある。また多くの団地には敷地・建物内に管理事務所が設けられている。
日本人以外も比較的入居しやすいため、外国人のコミュニティが形成される団地がある。例えば、川口芝園団地（埼玉県川口市芝園町）のように、隣接した小学校の児童の多くが外国人児童（2003年の入学児童の4割が中国籍）というところもある。

## 超高層住宅
都市部を中心に超高層マンション（タワーマンション）の賃貸物件も供給されている。

### 東京都
- 晴海アイランドトリトンスクエアビュープラザ
- 晴海アイランドトリトンスクエアアーバンタワー
- ムーンアイランドタワー
- ベイシティ晴海スカイリンクタワー
- 勝どきビュータワー
- リバーピア吾妻橋ライフタワー（東京都墨田区 30階 高さ98.75 m）
- イーストコア曳舟二番館
- イーストコモンズ清澄白河セントラルタワー
- リバーハープタワー南千住2号棟(東京都荒川区 38階 高さ129.8 m）
- サンマークシティ日暮里ステーションポートタワー
- 恵比寿ビュータワー
- 中目黒アトラスタワー（一部分）
- 光が丘パークタウン 大通り南
- 大泉学園ゆめりあタワー
- ヴァンガードタワー
- 板橋ビュータワー（東京都板橋区 32階 高さ103 m）
- ビュータワー八王子

以下は民間による管理に移行
- アクロシティタワーズ（東京都荒川区 32階 高さ105 m）
- ビュータワー本駒込B棟（東京都文京区 22階 高さ67.67 m）
- 天王洲ビュータワー
- アクティ汐留
- トルナーレ日本橋浜町
- シーリアお台場一番街、シーリアお台場三番街

### 神奈川県
- オルトヨコハマビュータワー

### 埼玉県
- ハーモネスタワー松原 （埼玉県草加市）
- ビュータワーおけがわ（埼玉県桶川市）

### 千葉県
- 八千代ゆりのき台ライフタワー
- I-linkタウンいちかわザタワーズイースト
- 浦安マリナイースト21望海の街

### 愛知県
- サンクレア池下

### 大阪府
- 酉島リバーサイドヒルなぎさ街
- ぷららてんま
- ベルマージュ堺弐番館

## 都市開発事業（都市再生事業・ニュータウン事業・震災復興支援事業）

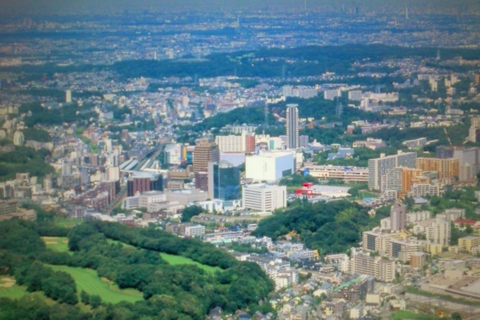
多摩ニュータウン

千里ニュータウン、多摩ニュータウン、港北ニュータウン、千葉ニュータウン、高蔵寺ニュータウン、みそのウイングシティ、越谷レイクタウン、筑波研究学園都市、関西文化学術研究都市、北九州学術研究都市などの国内最大規模のニュータウンや研究都市開発のほか、横浜みなとみらい21、恵比寿ガーデンプレイス、大川端リバーシティ21、東雲キャナルコート、晴海アイランドトリトンスクエア、新宿アイランド、芝浦アイランド、横浜アイランドタワー、大阪駅北地区、九州大学六本松地区など、大都市圏における大規模な都市再生事業を多数手掛けている。また、地方都市においても那覇新都心、長岡ニュータウン、今治新都市開発などの開発事業等を行っているほか、阪神・淡路大震災や東日本大震災の被災地における震災復興支援事業として、宅地造成（土地区画整理事業）や公営住宅建設なども数多く手掛けている。

### 北海道
- 篠路拓北土地区画整理事業（札幌ニュータウンあいの里）（札幌市北区）
- 札幌創世1.1.1区（さんく）北1西1地区第一種市街地再開発事業（さっぽろ創世スクエア）（札幌市中央区）
- 札幌麻生団地（札幌市北区麻生町）
- 札幌北二十四条市街地住宅及び北区役所庁舎（札幌市北区）
- 札幌北十三条市街地住宅（札幌市北区）
- 札幌新琴似四番通市街地住宅（札幌市北区）
- 札幌琴似市街地住宅（札幌市西区）
- 札幌琴似第二市街地住宅及び西区役所庁舎（札幌市西区）
- 札幌山の手団地（札幌市西区）
- 札幌北十条市街地住宅（札幌市東区）
- 札幌北十一条市街地住宅及び東区役所庁舎（札幌市東区）
- 札幌北十二条市街地住宅（札幌市中央区）
- 円山北町団地（札幌市中央区）
- 札幌北大通市街地住宅（札幌市中央区）
- 札幌創成橋市街地住宅（札幌市中央区）
- 札幌狸小路市街地住宅（札幌市中央区）
- 札幌北一条市街地住宅（札幌市中央区）
- 札幌南三条第一市街地住宅（札幌市中央区）
- 札幌南三条第二市街地住宅（札幌市中央区）
- 札幌南三条第三市街地住宅及び中央区役所庁舎（札幌市中央区）
- 薄野市街地住宅（札幌市中央区）
- 札幌平岸市街地住宅及び豊平区役所庁舎（札幌市豊平区）
- 新木の花団地（札幌市豊平区）
- 札幌豊平市街地住宅（札幌市豊平区）
- 札幌月寒中央通市街地住宅（札幌市豊平区）
- 札幌西月寒団地（札幌市豊平区）
- 羊ケ丘団地（札幌市豊平区）
- 東札幌六条団地（札幌市白石区）
- 菊水三条団地（札幌市白石区）
- 札幌菊水市街地住宅（札幌市白石区）
- 白石本通ハイツ（札幌市白石区）
- 札幌本郷市街地住宅及び旧白石区役所庁舎（札幌市白石区）
- もみじ台西タウン団地（札幌市厚別区）
- 澄川団地（札幌市南区）
- 五輪団地（札幌市南区）
- あけぼの団地（札幌市南区）
- 北広島駅前団地（北広島市）
- 北広島若葉町団地（北広島市）
- 北広島北進町団地（北広島市）
- 大麻園町団地（江別市）
- 大麻宮町団地（江別市）
- 大麻中町団地（江別市）
- 花川中央団地（石狩市）
- 苫小牧旭町市街地住宅（苫小牧市）
- 函館赤川通団地（函館市）
- 函館川原町団地（函館市）
- 函館湯の川市街地住宅（函館市）

### 東北
- 八戸ニュータウン（青森県）
- 御所野ニュータウン（秋田県）
- 盛岡南新都市土地区画整理事業：ゆいとぴあ盛南,盛岡南新都市開発整備事業（岩手県）
- 仙台市長町土地区画整理事業（あすと長町）（宮城県仙台市）
- 将監団地（仙台市泉区）
- 仙台沖野団地（仙台市若林区）
- 仙台花壇団地（仙台市青葉区）
- 仙台宮城野団地（仙台市宮城野区）
- 仙台幸町団地（仙台市宮城野区）
- 仙台中山団地（仙台市青葉区）
- 仙台鶴ケ谷五丁目団地（仙台市宮城野区）
- 仙台鶴ケ谷団地（仙台市宮城野区）
- 仙台柏木一丁目団地（仙台市青葉区）
- タウンハウス鶴ケ谷西団地（仙台市宮城野区）
- 黒松団地（仙台市泉区）
- 蔵王みはらしの丘：旧地域振興整備公団の土地区画整理事業（山形県）
- いわきニュータウン（福島県）
- 会津喜多方中核工業団地造成事業（旧地域振興整備公団、福島県喜多方市松山町鳥見山地区及び同県耶麻郡熱塩加納村加納地区）
- 相馬中核工業団地（福島県相馬市、旧地域振興整備公団）
- いわき好間中核工業団地（旧地域振興整備公団）

### 上越・北陸
- 柏崎都市計画事業柏崎駅前土地区画整理事業 （新潟県）
- 長岡ニュータウン （新潟県長岡市）
- 新潟南団地 （新潟市）
- 教育大南ハイツ団地 （新潟県上越市）

### 関東

#### 東京都
- 小島町二丁目団地（江戸川区）
- 月島三丁目地区都市型住宅プラン検討 （中央区）
- 小岩駅周辺地区都市整備 (江戸川区)
- 東京都市計画事業有明北土地区画整理事業（江東区）
- 品川シーサイドビュータワー・ビューガーデン （品川区）
- 八潮パークタウン（品川区）
- 品川区・大田区私鉄沿線エリア
- 汐留地区街並み整備（シオサイト） （港区）
  - アクティ汐留（港区）
- シーリアお台場三番街 （港区）
- 新橋一丁目14番地区 （港区）
- 白金台団地 (港区)
- 芝浦アイランド（港区）
- 虎ノ門ヒルズ駅の整備（港区）
- 天王洲ビュータワー （品川区）
- 北日ヶ窪団地 （港区）
- 勝どきビュータワー・晴海二丁目土地区画整理事業 （中央区）
- 勝どき駅前地区第一種市街地再開発事業 （中央区）
- 晴海団地・晴海アイランドトリトンスクエア （中央区）
- 東日本橋1丁目地区 （中央区）
- 大川端リバーシティ21 （中央区）
- 大手町連鎖型都市再生プロジェクト（千代田区）
- リバーピア吾妻橋周辺地区 （墨田区）
- 中野坂上サンブライトツインビル （中野区）
- 妙正寺川公園第一調整池 （中野区）
- 文京グリーンコート （文京区）
- 北砂五丁目団地 （江東区）
- 木場公園三好住宅 （江東区）
- 東雲キャナルコート （江東区）
- 東雲キャナルコートCODAN （江東区）
- 豊洲駅周辺地区 （江東区）
  - 豊洲2・3丁目土地区画整理事業：分譲住宅1500戸2008年竣工、そのほかは完成未定
  - 豊洲3丁目地区住宅・都市基盤施設
  - 豊洲五丁目地区 （いすゞ跡地）
- 潮見駅前商業施設検討 （江東区）
- 亀戸西団地 （江東区）
- シティコート大島 （江東区）
- 桜上水公団希望ヶ丘団地 （世田谷区）
- 西経堂団地 （世田谷区）
- 経堂赤堤通り団地（世田谷区）
- 二子玉川団地 （世田谷区）
- アクティ三軒茶屋（明治薬科大学跡地再開発）（世田谷区）
- 世田谷区・目黒区私鉄沿線エリア土地有効利用事業検討
- 世田谷区役所周辺地区木賃整備事業検討 （世田谷区）
- ハートアイランド新田一番街 （足立区）
- 大谷田団地 （足立区大谷田）
- パークタウン東綾瀬（足立区）
- 東京都市計画事業竹ノ塚 （足立区）
- 花畑団地 （足立区）
- 日の出町団地 （足立区）
- 西新井団地 （足立区）
- 南千住四丁目RF街区 （足立区）
- 芦花公園団地 （世田谷区）
- 中目黒ゲートタウン （目黒区）
- 恵比寿ガーデンプレイス （目黒区）
- 外苑団地 （渋谷区）
- 原宿団地 （渋谷区）
- 光が丘パークタウン （練馬区）
- 高島平 （板橋区）
- パークサイド石神井 （練馬区)
- 新宿アイランド （新宿区）
- 百人町三丁目地区事業化検討 （新宿区）
- 神谷一丁目地区密集市街地整備 （北区）
- プロムナード荻窪 （杉並区）
- 成田東 (杉並区) - 阿佐ヶ谷住宅 （杉並区）
- 荻窪団地・シャレール荻窪（杉並区）
- 東池袋四丁目第2地区市街地再開発事業再開発ビル（アウルタワー） （豊島区）
- 上池袋1丁目東地区防災街区整備 （豊島区）
- 明石町（旧二中跡地）開発（ラ・ヴェール明石町） （中央区）
- 赤羽台団地・ヌーヴェル赤羽台（北区）
- 王子五丁目団地 （北区）
- 豊島四丁目地区整備計画 （北区）
- 豊島五・六丁目地区土地区画整理事業 （北区）
- 豊島八丁目団地 (北区)
- 三田一丁目街づくり推進地区 （港区）
- 神田神保町三丁目地区土地有効利用事業事業化検討 （千代田区）
- 神田須田町一丁目14番地区 （千代田区）
- 船堀一丁目団地環境整備基本設計 （江戸川区）
- 大谷田一丁目団地 （足立区）
- 大島六丁目団地 （江東区）
- 下馬三丁目地区開発構想 （大田区）
- 南台一･二丁目地区事業化方策 （中野区）
- 文京グリーンコート地区 （文京区）
- 東立石四丁目周辺地区開発 （葛飾区）
- 金町駅前団地・金町駅前市街地住宅 （葛飾区）
- 亀戸市街地住宅・亀有駅周辺地区整備 （葛飾区）
- 青戸団地 （葛飾区）
- 蓮根団地・新蓮根団地（板橋区）
- 大谷口上町住宅改良計画 （板橋区）
- 同潤会代官山アパートメントの記録保存と移築
- グリーンタウン武蔵村山 （武蔵村山市）
- 聖蹟桜ヶ丘駅南地区市街地再開発事業（ヴィータ聖蹟桜ヶ丘） （多摩市）
  - 聖蹟桜ヶ丘OPA
  - 聖蹟桜ヶ丘ビュータワー
- 貝取北公園 （多摩市）
- 谷戸公園 （多摩市）
- 多摩ニュータウン：新住宅市街地開発事業及び土地区画整理事業（八王子市、稲城市、多摩市）
  - 多摩ニュータウンの緑とオープンスペース
  - ファインヒルいなぎ向陽台 （稲城市）
  - ライブ長池 （八王子市）
  - ベルコリーヌ南大沢 （八王子市）
  - 下柚木 （八王子市）
  - 長池見附橋 （移設事業、多摩ニュータウンライブ長池） （八王子市）
  - 堀之内駅前センター施設の立地促進検討調査 （八王子市）
  - くじら橋（多摩ニュータウン稲城長峰） （稲城市）
- ビュータワー八王子 （八王子市）
- 八王子ニュータウン（みなみ野シティ） （八王子市）
- グリーンヒル寺田 （八王子市）
- 館ヶ丘団地 （八王子市）
- うまさん公園 （稲城市）
- 稲城第2公園 （稲城市）
- 多摩平団地・多摩平の森（日野市他）
- グリーンバンクシステム （多摩平団地 他、日野市他）
- 鶴川団地 （町田市）
- 町田市鶴川第二地区地区計画土地区画整理事業 （町田市）
- 藤の台団地 （町田市）
- 町田山崎団地 （町田市）
- 小山田桜台団地 （町田市）
- 南台団地 （東村山市）
- 旭ヶ丘団地 （清瀬市）
- 神代団地 （調布市と、一部が狛江市）
- ライフタウン国領/国領八丁目地区 （調布市）
- ひばりが丘団地 （東久留米市）
- ひばりが丘駅南口地区市街地再開発事業 （東久留米市）
- 滝山団地 （東久留米市）
- ファーレ立川 （立川市）
- 立川都市計画事業（仮称）立川基地跡地昭島地区土地区画整理事業
- 立川都市計画事業立川基地跡地関連地区土地区画整理事業 （旧称 立川基地跡地関連地区土地区画整理事業）
- 立川・昭島地域総合計画・事業計画
- 立川・八王子業務核都市圏域構想
- 武蔵野緑町団地・武蔵野緑町パークタウン （武蔵野市）
- 桜堤団地・サンヴァリエ桜堤（武蔵野市）
- 牟礼団地 （三鷹市）
- 三鷹台団地 （三鷹市）
- エステート上水本町 （小平市）
- 小平団地 （小平市）
- 西国分寺ゆかり参番街 （国分寺市）
- 昭島つつじが丘ハイツ （昭島市）
- 福生団地 （福生市）
- 国立団地 （国立北3丁目団地、国立市）
- 羽村団地 （羽村市）

#### 神奈川県
- アルテ横浜 （神奈川県横浜市）
- 横浜都市計画事業
  - 横浜横浜みなとみらい21中央土地区画整理事業：昭和58年-平成23年
  - 港北ニュータウン土地区画整理事業
  - 長津田特定土地区画整理事業：昭和63年-平成21年 長津田みなみ台 （玄海田）
  - 下長津田土地区画整理事業：いぶき野 - 東京急行電鉄他との宅地開発
  - 洋光台土地区画整理事業：昭和41年-48年
  - 港南台土地区画整理事業：昭和44年-61年
  - 霧が丘土地区画整理事業：昭和46年-60年
  - 鴨志田土地区画整理事業：成合町 (横浜市)ほか、昭和47年-59年
  - 北部新都市第一土地区画整理事業：昭和49年-平成17年
  - 北部新都市第二土地区画整理事業：昭和49年-平成17年
  - 北部新都市中央土地区画整理事業：平成7年-21年
  - 奈良土地区画整理事業：昭和57年-平成17年
- クイーンズスクエア横浜 （神奈川県横浜市）
- 洋光台団地（神奈川県横浜市）
- 奈良北団地 （神奈川県横浜市青葉区奈良町）
- 花咲団地 （神奈川県横浜市西区）
- 金沢シーサイドタウン （神奈川県横浜市）
- 辻堂団地 （神奈川県）
- 海岸通団地（横浜市中区）
- 霧が丘 （神奈川県）
- 公団たまプラーザ団地（横浜市青葉区）
- 野毛山住宅 （神奈川県横浜市西区）
- 山下町第二団地 （神奈川県横浜市中区）
- アーベインビオ川崎 （神奈川県川崎市）
- 小杉御殿団地 （神奈川県川崎市中原区）
- 虹ヶ丘団地 （川崎市麻生区）
- 川崎都市計画事業
  - 生田土地区画整理事業：昭和33年-昭和36年
  - 東生田土地区画整理事業：昭和38年-昭和42年
  - 菅土地区画整理事業：昭和42年-昭和45年
  - 西菅土地区画整理事業：昭和47年-昭和61年
  - 黒川特定土地区画整理事業：平成 3年-平成18年
- ミューザ川崎 （神奈川県川崎市）
- 横須賀港周辺地区 （神奈川県横須賀市）
- 平塚都市計画事業真田・北金目特定土地区画整理事業：神奈川県平塚市
- 伊勢原都市計画事業成瀬第二特定土地区画整理事業：神奈川県伊勢原市
- 藤沢都市計画事業藤沢市辻堂神台一丁目地区土地区画整理事業：関東特殊製鋼跡地、湘南C-X
- 善行団地 （神奈川県藤沢市）
- 厚木ニューシティー森の里 （神奈川県厚木市）
- 厚木都市計画事業鳶尾土地区画整理事業：厚木市本厚木
- 山崎団地 （神奈川県鎌倉市）
- 下大槻団地（神奈川県秦野市）

#### 埼玉県
- むさし緑園都市
  - うらら花高坂 （高坂駅東口第二地区：埼玉県東松山市）
  - 高坂ニュータウン （高坂丘陵地区：埼玉県東松山市）
  - 坂戸ニューシティにっさい （坂戸西部地区：埼玉県坂戸市）
  - 北坂戸駅周辺地区 （北坂戸地区：埼玉県坂戸市）
  - 若葉駅周辺地区 （富士見地区：埼玉県坂戸市、鶴ヶ島市）
  - 川鶴グリーンタウン （川越・鶴ヶ島地区：埼玉県川越市、鶴ヶ島市）
  - 川越ニューシティいせはら （霞ヶ関地区：埼玉県川越市）
- 清久工業団地 （久喜都市計画事業工業団地造成事業、埼玉県久喜市）
- パークタウン五領 （埼玉県東松山市）
- 本庄早稲田の杜：（本庄早稲田駅周辺土地区画整理事業、埼玉県本庄市）
- さいたま都市計画事業（埼玉県さいたま市）
  - 岩槻南部新和西特定土地区画整理事業
  - さいたま新都心土地区画整理事業
  - 大宮西部特定土地区画整理事業
  - 浦和東部第一特定土地区画整理事業（みそのウイングシティ ）
  - 浦和東部第二特定土地区画整理事業
  - 浦和南部土地区画整理事業
- アーベイン大宮 （埼玉県さいたま市）
- 西本郷団地 （埼玉県さいたま市北区）
- 越谷都市計画事業
  - 越谷レイクタウン特定土地区画整理事業  （埼玉県越谷市）
  - 吉川駅南特定土地区画整理事業「吉川駅みなみ」（埼玉県吉川市）
- 桶川都市計画事業坂田西特定土地区画整理事業、坂田東特定土地区画整理事業 - ビュータワーおけがわ：埼玉県桶川市
- CF東鳩ヶ谷と「住塚」 （埼玉県川口市）
- エルメホール越谷 （埼玉県越谷市）
- ココネ上福岡 （埼玉県ふじみ野市）
- スクールメモリーズ（コンフォール上野台） （埼玉県ふじみ野市）
- 西中央公園(霞ヶ丘団地建替事業） （埼玉県ふじみ野市）
- 鶴瀬団地 （埼玉県富士見市）
- ビッグヒルズ飯能美杉台 「季節を感じる街づくり」（埼玉県飯能市）
- 上野台団地 （埼玉県ふじみ野市）
- 武里団地 （埼玉県春日部市）
- プラザシティ新所沢けやき通り （埼玉県所沢市）
- みさと団地 （埼玉県三郷市）
- リボンシティ （埼玉県川口市）
- 川口市立アートギャラリー”アトリア” （埼玉県川口市）
- 吉川きよみ野 コミュニティ道路沿道地区（埼玉県吉川市）
- 久喜パークタウン （埼玉県久喜市）
- 春日丘団地 （埼玉県）
- 春日部小渕団地 （埼玉県）
- 庄和町総合公園 （埼玉県庄和町）
- 松伏ニュータウン （埼玉県北葛飾郡）
- 草加松原団地 （埼玉県草加市）
- 草加団地 （埼玉県草加市）
- 田園文化都市吉川きよみ野 （埼玉県吉川市）
- 新座団地 （埼玉県新座市）
- 東朝霞団地 （埼玉県朝霞市）
- 公団西大和団地 （埼玉県和光市）

#### 千葉県
- 花見川団地 （千葉県千葉市）
- 幕張新都心 幕張ベイタウン （千葉県千葉市）
- ちはら台：緑区/市原市に位置する都市再生機構施行土地区画整理事業
- 千葉・市原開発事務所建物 （千葉県市原市）
- 小谷小学校 （千葉県千葉市）
- 扇田小学校 （千葉県千葉市）
- 青葉の森の街（千葉県千葉市千葉寺）
- 千葉都市計画事業蘇我臨海土地区画整理事業
- 中心市街地と酒々井南部土地区画整理事業区域：都市再生機構が整備予定、南部新産業団地
- おゆみ野：千葉都市計画事業千葉東南部土地区画整理事業
- ベリータウンもねの里（千葉県四街道市、物井土地区画整理事業）
- 寺崎かずさアクアシティ：佐倉都市計画事業寺崎特定土地区画整理事業 （千葉県佐倉市）
- 柏都市計画事業柏北部東地区一体型特定土地区画整理事業 （千葉県柏市）
- 柏の葉 － 柏都市計画事業柏通信所跡土地区画整理事業 （千葉県柏市）
- 緑が丘 (八千代市)－西八千代北部土地区画整理事業/西八千代東部土地区画整理事業
- 八千代台団地 （千葉県八千代市）
- 木更津都市計画事業金田西特定土地区画整理事業, 木更津都市計画事業金田東特定土地区画整理事業 （千葉県）
- 浦安東土地区画整理事業
- 若松団地 （千葉県船橋市）
- 金杉台団地 （千葉県船橋市）
- 芝山団地 （千葉県船橋市）
- 高根台団地 （千葉県船橋市）
- 習志野台団地 （千葉県船橋市）
- 前原団地 （千葉県船橋市）
- 行田団地 （千葉県船橋市）
- 谷津パークタウン （千葉県習志野市）
- 袖ヶ浦団地 （千葉県習志野市）
- 秋津住宅公団団地 （千葉県習志野市）
- 香澄住宅公団団地 （千葉県習志野市）
- 豊四季台団地 （千葉県柏市）
- 光ヶ丘団地 （千葉県柏市）
- 小金原団地 （千葉県松戸市）
- 常盤平団地 （千葉県松戸市）
- 松戸沼南しいの木台（千葉県松戸市）
- ホームタウン野田亀山 （千葉県野田市）
- 野田みずきの街 （千葉県野田市）
- 千葉ニュータウン（北総鉄道・千葉ニュータウン鉄道、千葉県船橋市・印西市・白井市）
- 鎌ケ谷都市計画事業新鎌ヶ谷特定土地区画整理事業 （千葉県鎌ケ谷市）
- 千葉ＮＴ都心地区ビジネスモール （千葉県印西市）
- 印西牧の原駅駅舎 （千葉県印西市）

#### 茨城県
- 水戸駅南口土地区画整理事業：1999年-2007年
- 大生郷工業団地（水海道都市計画事業工業団地造成事業、茨城県常総市）
- 柏原工業団地（石岡都市計画事業工業団地造成事業、茨城県石岡市）
- 丘里工業団地（古河都市計画事業工業団地造成事業、茨城県古河市）
- 北利根工業団地（古河都市計画事業工業団地造成事業、茨城県古河市）
- 常総ニュータウン （茨城県）
- 筑波研究学園都市 （茨城県つくば市）
  - つくば・さくら団地 （茨城県つくば市）
  - つくば・吾妻一丁目団地 （茨城県つくば市）
  - つくば・春日団地 （茨城県つくば市）
  - つくば・松代三丁目団地 （茨城県つくば市）
  - つくば・二の宮団地 （茨城県つくば市）
  - つくば・二の宮第二団地 （茨城県つくば市）
  - つくば・並木四丁目団地 （茨城県つくば市）
  - つくば松代四丁目団地 （茨城県つくば市）
  - つくば松代四丁目第二団地 （茨城県つくば市）
  - 竹園団地 （茨城県つくば市）
  - 竹園第二団地 （茨城県つくば市）
  - 研究学園都市計画事業：研究学園駅周辺、研究学園葛城地区：つくばエクスプレス沿線のまちづくり、葛城一体型特定土地区画整理事業, 上河原崎・中西特定土地区画整理事業 （茨城県つくば市）
- 取手都市計画事業
  - 北守谷特定土地区画整理事業：常総ニュータウン北守谷。施工区域計画決定は1971年（昭和46年）。関東鉄道常総線沿線の戸頭から、北守谷、大生郷、南守谷、絹の台、内守谷町きぬの里 （小絹、水海道都市計画土地区画整理事業守谷土地区画整理事業）、下高井地区の計7地区で開発面積は約850ヘクタール、計画人口9万人規模。北守谷だけで約260.5ヘクタール など。ほかエコライフタウン 薬師台 (守谷市)（パナホーム）久保ケ丘、御所ケ丘、松前台など
  - 南守谷特定土地区画整理事業：常総ニュータウン南守谷。約158.9ヘクタール、けやき台 (守谷市)、松ケ丘 (守谷市)など 公共施行、1979年-1988年
  - 取手ゆめみ野地区下高井土地区画整理事業、常総ニュータウン下高井特定土地区画整理事業（仮称：たかいの里,取手市）
  - 取手市浜田・上萱場土地区画整理事業：組合施行、1989年- 施行中
  - 守谷駅周辺一体型土地区画整理事業：守谷市。中央 (守谷市)、松並 (守谷市)、ブランズシティ守谷など
  - 天王台駅土地区画整理事業
  - 守谷町乙子高野土地区画整理事業：守谷町乙子高野土地区画整理組合、約33.0ha 美園 (守谷市)「ヒルズ美園」など
  - 守谷町工業団地土地区画整理事業：守谷市。四季の郷駅、四季の里公園、大木 (守谷市)、緑 (守谷市)ほか
  - 守谷東特定土地区画整理事業：守谷市守谷東特定土地区画整理組合、約39.5ha ひがし野、古城川 (守谷市)、みずき野 (守谷市)など
- つくばエクスプレスタウン （茨城県）
- 竜ヶ崎ニュータウン （茨城県）
- 竜ケ崎・牛久都市計画事業牛久市牛久北部特定土地区画整理事業：1992年-2007年
- エスカード牛久駅前ハイツ団地（茨城県牛久市）
- フローラルシティ南台 （茨城県石岡市）
- アクティ佐貫団地（茨城県龍ケ崎市）
- 取手井野団地・戸頭団地（茨城県取手市）
- 取手井野第二団地（取手市）

### 中部
- 南長野運動公園 （長野県長野市）
- 藤枝総合運動公園 （静岡県藤枝市）
- 熱海梅園 （静岡県熱海市）
- 可美公園 （静岡県浜松市）
- 西遠広域都市計画事業浜北新都市土地区画整理事業：浜松市きらりタウン浜北
- 阿児文化公園
- 仰木地区公園
- 香寺町総合公園
- 三好ヶ丘
- 小野原東地区公園
- 神宮東パークハイツ
- 水際公園
- 相楽地区
- 高蔵寺ニュータウン （愛知県春日井市）
- 桃花台ニュータウン （愛知県小牧市）
- 滝呂住宅地（岐阜県多治見市）
- 稲沢駅周辺再開発事業（グリーン・スパーク稲沢21）：尾張西部都市拠点地区土地区画整理事業（UR施行）・下津陸田土地区画整理事業（稲沢市施行）の稲沢操車場跡地再開発
- 常滑公園 （愛知県常滑市）
- 乙部ヶ丘 （愛知県豊田市）
- アーバニア志賀公園 （愛知県名古屋市）
- アーバンラフレ星ケ丘 （愛知県名古屋市）
- 鳩丘団地・アーバンラフレ鳩岡 （愛知県名古屋市）
- 白鳥パークハイツ
- 保見団地 （愛知県豊田市保見ヶ丘）
- 鳴子団地・アーバンラフレ鳴子（愛知県名古屋市）
- 志賀団地・アーバンラフレ志賀（愛知県名古屋市北区）
- 鳴海団地・アーバンラフレ鳴海（愛知県名古屋市緑区鳴海町）
- 鳴海第二団地 （愛知県名古屋市）
- 江南団地 （愛知県江南市）
- 豊明団地 （愛知県豊明市）
- 豊明栄団地 （愛知県豊明市）
- 相生山住宅 （愛知県名古屋市）
- 池下周辺地区（サンクレア池下） （愛知県名古屋市）
- 豊田市猿投公園 （愛知県豊田市）
- 岡崎中央総合公園 （愛知県岡崎市）
- 半田運動公園 （愛知県半田市）
- 大府みどり公園 （愛知県大府市）
- 千種二丁目地区循環型まちづくり （愛知県名古屋市）
- 桑名ビジネスリサーチパーク （三重県桑名市、桑名市と）
- 桑名市播磨地区
- ゆめポリス伊賀クリエイトランド （三重県伊賀市、伊賀市と）
- 蓮花寺地区公園 （三重県桑名市）
- 東濃研究学園都市 （愛知県、岐阜県）
- 多治見都市計画事業滝呂土地区画整理事業 （岐阜県）
- 土岐プラズマリサーチパーク （岐阜県土岐市、土岐市と）

ほか多数

### 近畿
- 関西文化学術研究都市 （けいはんな学研都市とも）
  - 平城・相楽ニュータウン （奈良県奈良市・京都府木津川市・京都府相楽郡精華町）
    - コンフォールかぶと台 （京都府木津川市）

  - 木津南団地（州見台）・木津南センター前地区 （京都府木津川市）
  - 田原台（パークヒルズ田原） （大阪府四條畷市）
  - 光台（京都府相楽郡精華町）
  - 綴喜都市計画事業南田辺北土地区画整理事業 : 同志社山手（京都府京田辺市）
- 宇治市植物公園 （京都府宇治市）
- 相楽都市計画事業木津中央地区土地区画整理事業：木津駅 (京都府木津川市)
- 恭仁ゾーン堤内地(鹿背山地区)公園 （京都府）
- 男山団地 （京都府八幡市）
- 桂・御陵坂 （京都府）
- 京都高野団地 （京都府）
- びわこサイエンスパーク （琵琶湖東部内陸開発調査計画、滋賀県大津市）
- 大津湖岸なぎさ公園 （滋賀県大津市）
- レークピア大津仰木の里 大津市仰木土地区画整理事業 （滋賀県大津市）
  - ヴェルディール仰木
  - ガーデンハウス仰木
- 伊香立緑の里土地区画整理事業 （滋賀県大津市）
  - 伊香立公園・親自然型都市総合整備事業
- 甲賀市水口土地区画整理事業（近江水口テクノパーク） （滋賀県甲賀市）
- 北部大阪都市計画事業国際文化公園都市特定土地区画整理事業 : 彩都 （大阪府茨木市）
- 北部大阪都市計画事業吹田操車場跡地土地区画整理事業 : 北大阪健康医療都市（健都）（大阪府吹田市・摂津市）
- 大阪駅北プロジェクト（うめきた） : 北部大阪都市計画事業大阪駅北大深東地区土地区画整理事業
- 玉川1丁目地区・アーベイン中之島西（大阪府大阪市福島区）
- 酉島リバーサイドヒルなぎさ街 （大阪府大阪市此花区）
- 淀川リバーサイドタウン （大阪府大阪市北区）
- NEXT21 (大阪ガス) 202住戸 （大阪府大阪市）
- 阪南団地 ・サンヴァリエあべの阪南（大阪市阿倍野区）
- 森之宮スカイガーデンハウス （大阪府大阪市）
- 西長堀アパート （大阪府大阪市西区）
- 関目団地・シャレール関目 （大阪府大阪市）
- 関目第2団地・プロムナーデ関目（大阪府大阪市）
- 東長居団地・サンヴァリエ東長居 （大阪府大阪市住吉区）
- 針中野団地・サンヴァリエ針中野（大阪府大阪市東住吉区）
- シャレール東豊中 （大阪府豊中市）
- アルビス旭ヶ丘団地 （大阪府豊中市）
- 千里緑丘 （大阪府豊中市）
- 千里ニュータウン （大阪府吹田市・豊中市）
- ベルマージュ堺 （大阪府堺市）
- 金岡団地・サンヴァリエ金岡（大阪府堺市北区東三国ヶ丘町）
- 新金岡団地 （大阪府堺市北区新金岡町）
- 泉北団地 （大阪府堺市）
  - 泉北鴨谷台3丁目 （大阪府堺市）
- 向ヶ丘第一団地・サンヴァリエ津久野（大阪府堺市西区）
- 津久野南 （大阪府堺市西区）
- 大仙公園 （大阪府堺市）
- 鳳防災公園 （大阪府堺市）
- ガーデンハウスいぶき野 （大阪府和泉市）
- 金剛東ニュータウン （大阪府）
- トリヴェール和泉 （大阪府和泉市）
- 総持寺公団住宅 （大阪府茨木市総持寺台・大阪府高槻市南総持寺町）
- 阿武山団地 （大阪府高槻市）
- 高槻インターチェンジ周辺地域整備構想 （大阪府高槻市）
- 赤大路移管公園 （大阪府高槻市）
- 玉川橋団地 （大阪府高槻市）
- 若山台団地 （大阪府三島郡島本町）
- 寝屋川団地 （大阪府寝屋川市）
- 香里住宅団地 （大阪府枚方市香里ヶ丘）
- 釈尊寺団地 （大阪府枚方市釈尊寺町）
- 枚方長尾地区公園緑地 （大阪府枚方市）
- 箕面おのはらアートアベニュー （大阪府箕面市）
- 東大利スクエアタウン (大阪府寝屋川市)
- ガーデンハウス光明台 （大阪府和泉市）
- 阪神・淡路大震災の復興市街地整備 （兵庫県神戸市・阪神間一帯）
- 住吉駅東地区 （兵庫県神戸市東灘区）
- HAT神戸・灘の浜（兵庫県神戸市）
- JR三ノ宮新駅ビルと三宮周辺地区（兵庫県神戸市中央区）
- 神戸ハーバーランド （兵庫県神戸市）
- 鈴蘭台団地 （兵庫県神戸市北区）
- ひよどり台団地 （兵庫県神戸市北区）
- 神戸三田国際公園都市（兵庫県神戸市・三田市）
  - 神戸リサーチパーク（兵庫県神戸市北区）
    - 藤原台（藤原山公園など）
    - 鹿の子台・ガーデンハウス鹿の子台
    - 上津台
    - 赤松台

  - 北摂三田ニュータウン （兵庫県三田市）
    - ウッディタウン
    - カルチャータウン
    - フラワータウン
    - あかしあ台
    - テクノパーク工業団地 （阪神間都市計画事業工業団地造成事業）
- キャナルタウンウエスト （兵庫県神戸市兵庫区）
- 長田苅藻 （兵庫県神戸市長田区）
- 長田御船通1丁目団地 （兵庫県神戸市）
- 鷹取駅北団地 （兵庫県神戸市）
- 都通四丁目街区共同再建事業 （兵庫県神戸市灘区）
- 須磨ニュータウン（兵庫県神戸市須磨区）
  - 名谷公園前広場
  - 落合団地
- 西神ニュータウン（兵庫県神戸市垂水区・西区）
  - 神戸研究学園都市学園南地区土地区画整理事業
  - 西神南団地
- ガーデンシティ舞多聞 （兵庫県神戸市垂水区）
- 神戸多聞団地 （兵庫県神戸市）
- 新多聞地区 （兵庫県神戸市垂水区）
- グリーンヒルズ東舞子 （兵庫県神戸市垂水区）
- 尼崎駅周辺地区・尼崎駅北団地 （兵庫県尼崎市）
- 尼崎金楽寺 (兵庫県尼崎市）
- 武庫川団地 （兵庫県西宮市）
- 仁川駅前地区市街地再開発事業 （兵庫県西宮市）
- 西宮マリナパークシティ （兵庫県西宮市）
- 西宮名塩ニュータウン 創造の丘ナシオン地区・シェラピア東山台 （兵庫県西宮市）
- 浜甲子園さくら街 （兵庫県西宮市）
- 芦屋浜シーサイドタウン（兵庫県芦屋市）
- 南芦屋浜震災復興公営住宅・南芦屋浜復興公営集住街区 （兵庫県芦屋市）
- 志染団地 （兵庫県三木市）
- ひようご東条ニュータウン（兵庫県加東市）
  - インターパーク南山の里
  - ゆめのくにこうえん
- 北摂市北播磨余暇村公園 （兵庫県多可郡多可町）
- 紀寺団地 （奈良県奈良市東紀寺町）
- 奈良青山 （奈良県奈良市）
- グリーンポリス・グラディーナ学園前（奈良県奈良市）
- 橿原運動公園 （奈良県橿原市）
- 大和高田市総合公園 （奈良県大和高田市）
- 真美ヶ丘 （奈良県香芝市・北葛城郡広陵町）
- 紀ノ光台 （和歌山県橋本市）

### 中国・四国
広島県
- 広島駅周辺地区整備
- 広島宇品地区開発・住宅供給方策検討・修復型まちづくり計画
- 広島市二葉の里地区土地区画整理事業 （二葉の里地区まちづくり推進協議会：財務省中国財務局、広島県、広島市、西日本旅客鉄道株式会社、都市再生機構で構成）
- 天満町アパート岩崎ビル （広島市）
- 賀茂学園都市・広島中央テクノポリス建設 （東広島市）
- 東広島ニュ－タウン （東広島市）
- 高陽金平団地
- 高陽団地
- 高陽真亀団地
- 天満町団地
- 鈴ヶ峰住宅
- 西白島団地
- 白島北町団地
- タカノバシ団地・フラワープラザタカノバシ
- 廿日市ニュータウン （廿日市市）

山口県
- 宇部新都市土地区画整理事業 （宇部市、地域振興整備公団が整備）

島根県
- 松江市新市街地開発事業地区検討 （松江市）
- ふるさとの顔づくりモデル土地区画整理事業

鳥取県
- 津の井ニュータウン （鳥取市、地域振興整備公団が整備)
- 新津ノ井工業団地 （鳥取市、地域振興整備公団が整備)

愛媛県
- 今治新都市地区土地区画整理事業

香川県
- 新宇多津都市 （宇多津町）
- 屋島第1団地

### 九州
福岡県
- 徳力団地・志徳団地・もりつね団地（北九州市小倉南区）
- 旧三郎丸団地→アーベインルネス片野（北九州市小倉北区）
- 北九州学術研究都市（本城・ひびきの）土地区画整理事業 （北九州市八幡西区・若松区）
- 香椎副都心土地区画整備事業 （福岡市東区）
- 香椎団地・アーベインルネス香椎（福岡市東区）
- シーサイドももち （福岡市中央区・早良区）
  - エアロギャラリーデューン（福岡市早良区）
- 千里土地区画整理事業 （福岡市西区）
- ホテル海の中道 （福岡市東区）
- 四箇田団地 （福岡市早良区四箇田）
- 大橋団地 ・アーベインルネス大橋（福岡市南区）
- 福岡東部中核工業団地造成事業 （行橋市、旧地域振興整備公団）
- 下大利団地 （大野城市）
- 日の里団地（宗像市）
- 塔原・杉塚地区宅地整備（筑紫野市）
- 天拝坂配水塔（筑紫野市）
- 前原地区多久北新地線街づくり（糸島市）

佐賀県
- 鳥栖北部丘陵新都市 弥生が丘 （佐賀県鳥栖市・基山町. 旧地域振興整備公団）

長崎県
- 長崎駅周辺地区土地区画整理事業

宮崎県
- 宮崎学園都市開発整備

鹿児島県
- 鴨池新町・鴨池ニュータウン・鴨池二丁目住宅 （鹿児島市）

### 沖縄
- 那覇広域都市計画事業那覇新都心土地区画整理事業 （那覇市）
- 首里城の歴史的建造物の復元整備 （那覇市）

## グループ・関連企業
- 株式会社URシステムズ
- 株式会社URコミュニティ
- 株式会社URリンケージ
- 日本総合住生活株式会社
- 株式会社新都市ライフホールディングス（以下子会社）
  - 新都市センター開発株式会社
  - 筑波都市整備株式会社
  - 株式会社横浜都市みらい
  - 株式会社千葉ニュータウンセンター
  - 株式会社中部新都市サービス
  - 株式会社KUL
  - 関西文化学術研究都市センター株式会社

## テレビ番組
- 日経スペシャル ガイアの夜明け 天空都市が新宿に?（2002年11月17日、テレビ東京）[6]

## イメージキャラクター・CM出演
- 吉岡里帆（UR賃貸住宅、2016年12月 - ）[7]
- 千葉雄大（UR賃貸住宅、2018年12月 - ）[8]

## 番組提供
現在
- ホンマでっか!?TV（フジテレビ系列）
- ジョブチューン アノ職業のヒミツぶっちゃけます!（TBS系列、20時枠）※2020年4月からDENSOから引き継いだ。[注釈 1]
- UR LIFESTYLE COLLEGE（JFL（FM NORTH WAVE,J-WAVE,ZIP-FM,FM802,CROSS FM）5局ネット）

過去
- 金曜ロードSHOW!（日本テレビ系列、2017年10月 - 2018年9月）ほか

## 書籍

### 関連書籍
- 『なぜ日本の街はちぐはぐなのか 都市生活者のための都市再生論』（著者:青木仁）（2002年4月15日、日本経済新聞社）ISBN 9784532149680